# Thelypteris gracilis
Thelypteris gracilis är en kärrbräkenväxtart som först beskrevs av Hew., och fick sitt nu gällande namn av George Richardson Proctor. Thelypteris gracilis ingår i släktet Thelypteris och familjen Thelypteridaceae. Inga underarter finns listade.